# Pulcheria (geslacht)
Pulcheria is een geslacht van vlinders van de familie uilen (Noctuidae), uit de onderfamilie Hadeninae.

## Soorten
- P. catomelas Alphéraky, 1887
- P. cinescens Draudt, 1935